# Montitlán
Montitlán es una pequeña localidad en el municipio de Cuauhtémoc, Colima, México. El poblado se encuentra en las estribaciones del costado sur del Volcán de Colima, ofreciendo extraordinarios paisajes a los pobladores. Ahí se organizan paseos y caminatas para ascender por las laderas del volcán. Hacia el sur del poblado es posible admirar amplias extensiones del Valle de Colima. Su población es de 148 habitantes y se encuentra a 1.440 metros de altitud.